# Portsmouth, Virginia
Portsmouth je grad u američkoj saveznoj državi Virginiji. Prema procjeni iz 2008. imao je 100.577 stanovnika. Godine 1752. osnovao ga je britanski trgovac William Crawford i nazvao ga prema Portsmouthu u južnoj Engleskoj. Od svojih je početaka grad bio važna luka i brodogradilište, značajan po tome što je među najsjevernijim lukama na američkoj istočnoj obali koje su bez leda cijelu godinu. Danas Ratna mornarica SAD-a ovdje ima značajnu bazu.
Portsmouth leži na rijeci Elizabeth, nasuprot Norfolka. Rijeka Elizabeth utječe u Chesapeake Bay, najveći estuarij SAD-a. Cijelo područje oko Portsmoutha i Norfolka naziva se Hampton Roads.

## Vanjske poveznice
- Službena stranica (engl.)

### Ostali projekti
|  | Zajednički poslužitelj ima još gradiva o temi Portsmouth, Virginia |